# Чугунли
Чугунли (рос. Чугунлы) — присілок у Великоуківському районі Омської області Російської Федерації.
Муніципальне утворення — Чернецовське сільське поселення. Населення становить 11 осіб.

## Історія
Згідно із законом від 30 липня 2004 року входить до складу муніципального утворення Чернецовське сільське поселення.

## Населення
| 1926 | 2010 |
| ---- | ---- |
| 392  | ↘11  |